# Férfi szabadpisztoly az 1896. évi nyári olimpiai játékokon
A férfi szabadpisztoly egyike volt az öt sportlövő versenyszámnak az olimpián. Az eseményt április 11-én tartották. A célpont 30 méteres távolságban volt. Minden lövész ötször hat lövést adhatott le, összesen harmincat.
3 nemzet 5 versenyzője küzdött a győzelemért.

## Érmesek
| Arany                                 | Ezüst                        | Bronz                                  |
| Sumner Paine · Egyesült Államok (USA) | Holger Nielsen · Dánia (DEN) | Joánisz Frangúdisz · Görögország (GRE) |

## Eredmények
| Helyezés | Versenyző                  | Eredmény   | Találatok  | 1. sorozat | 2. sorozat | 3. sorozat | 4. sorozat | 5. sorozat |
| -------- | -------------------------- | ---------- | ---------- | ---------- | ---------- | ---------- | ---------- | ---------- |
| Arany    | Sumner Paine (USA)         | 442        | 23         | 76         | 64         | 80         | 120        | 102        |
| Ezüst    | Holger Nielsen (DEN)       | 285        | nincs adat | 12         | 85         | 62         | 24         | 100        |
| Bronz    | Joánisz Frangúdisz (GRE)   | nincs adat | nincs adat | nincs adat | nincs adat | nincs adat | nincs adat | nincs adat |
| 4.       | Nikólaosz Morákisz (GRE)   | nincs adat | nincs adat | nincs adat | nincs adat | nincs adat | nincs adat | nincs adat |
| 5.       | Jeórjiosz Orfanídisz (GRE) | nincs adat | nincs adat | nincs adat | nincs adat | nincs adat | nincs adat | nincs adat |

Eredetileg az amerikai John Paine is indult volna, azonban visszalépett testvére javára. Ez jó döntésnek bizonyult, ugyanis Sumner Paine 23 találattal és 442 pontos teljesítménnyel megnyerte a versenyt. A második helyen a dán Holger Nielsen végzett 285 ponttal. A bronzérmet a görög Joánisz Frangúdisz szerezte meg.